# Gitterschnecken
Die Gitterschnecken (Cancellariidae) sind eine Familie eher kleiner bis mittelgroßer, ausschließlich mariner Schnecken, die weltweit in tropischen bis kalten Meeren vorkommen. Soweit bekannt, ernähren sich alle Vertreter als temporäre Ektoparasiten an Muscheln, Schnecken und Fischen von Blut oder saugen Eier und Eikapseln aus. Etwa 300 Arten sind beschrieben.

## Merkmale
Die rechtsgewundenen, ei- bis spindelförmigen Gehäuse der Gitterschnecken haben ein Gewinde mit treppenförmig abgestuften Umgängen. Die Oberfläche des Gehäuses ist durch die axiale und spiralig verlaufende Skulpturierung netz- bis gitterförmig. Die Columella hat meist Varizen, kann aber auch ungezähnt sein. Die fertigen Schnecken haben kein Operculum, doch ist dieses bei den Veliger-Larven nachweisbar.
Die Cancellariidae haben eine lange, dünne Proboscis, in der sich die Speicheldrüsen befinden. Die stark spezialisierte Radula befindet sich weit innerhalb der Proboscis direkt vor der Leiblein-Klappe. Wie bei den Conoidea ist der vordere Oesophagus zurückgebildet. Der Darmkanal ist stark vereinfacht, was mit der flüssigen Nahrung erklärt werden kann. Die Dorsalfalten ragen weit in den Oesophagus und fast bis zum Magen vor.
Die Tiere sind getrenntgeschlechtlich mit innerer Befruchtung. Die Eier werden in Eikapseln am Untergrund befestigt. Bei einem Teil der Arten schlüpfen Plankton fressende, frei schwimmende Veliger-Larven, die später zu kleinen Schnecken metamorphosieren, während bei anderen die larvale Entwicklung in den Kapseln abläuft, so dass fertige Jungschnecken schlüpfen.

## Lebensweise, Vorkommen und Verbreitung
Die Cancellariidae sind weltweit verbreitet, vorwiegend in tropischen und subtropischen, teilweise auch gemäßigten bis kalten Meeren. Sie leben meist auf weichem Untergrund von der Gezeitenzone bis in Tiefen von etwa 1000 Metern.
Die meisten bisher untersuchten Cancellariidae saugen an Muscheln und sandbewohnenden Schnecken Blut, während Cancellaria cooperi dies an Zitterrochen tut (O’Sullivan, McConnaughy und Huber, 1987). Hierzu suchen die Schnecken ihren Wirt in seiner Ruhephase auf und stechen ihn mit ihrer dünnen, weit über die Körperlänge hinaus verlängerbaren Proboscis an, um sein Blut zu saugen. Andere Arten ziehen Eier verschiedener Meerestiere als Nahrung vor; so saugen sie beispielsweise Eikapseln von Schnecken aus.

## Systematik
Nach Bouchet und Rocroi (2005) bildet die Familie Cancellariidae gleichzeitig die Überfamilie Cancellarioidea innerhalb der Neogastropoda. Kriterium für die Aufstellung einer eigenen Überfamilie sind das Fehlen einer Leiblein-Drüse und einer Giftdrüse. Sie unterteilen die Familie Cancellariidae in drei Unterfamilien: Plesiotritoninae, Admetinae und Cancellariinae.
Eine kladistischen Analyse auf molekulargenetischer Grundlage durch Modica, Bouchet, Cruaud, Utge und Oliverio (2011) legt nahe, dass die Unterfamilie Plesiotritoninae monophyletisch ist, während die Unterfamilien Admetinae und Cancellariinae als polyphyletisch angesehen werden. Die Autoren sehen ebenso eine Revision der Gattungen Nipponaphera, Merica, Sydaphera und Bivetia als geboten an.